# Patrick Collot
Pour les articles homonymes, voir Collot.
Patrick Collot , né le 22 juin 1967 à Avignon, est un ancien joueur de football français jouant au poste de milieu, reconverti en entraîneur.

## Biographie

### Carrière de joueur
Arrivé de Martigues, il dispute 198 matchs toutes compétitions confondues avec le LOSC où il connait diverses émotions : la relégation en 1997, la remontée du club en Ligue 1 en 2000 et une qualification pour la Ligue des Champions l'année suivante. Il prend sa retraite de joueur en 2002.

### Après-carrière
Avec le soutien de Vahid Halilhodzic, il intègre la cellule de recrutement, avec Marcel Campagnac. À la suite de l'arrivée de Claude Puel, il se lance dans les fonctions de formateur en s'occupant des U15 et U16. Le 23 mai 2006, il devient son entraîneur adjoint lorsqu'il est nommé en remplacement de Laurent Roussey, parti entrainer à Saint-Étienne.
Le 18 juin 2008, il l'accompagne à l'Olympique lyonnais, toujours en tant qu'entraîneur adjoint. Licencié par l'OL en juin 2011 pour "faute grave" avec Claude Puel, cette décision est jugée abusive et il lui est versé 500 000 € en mai 2013, cette somme couvre les salaires et primes dues ainsi que les dommages et intérêts pour préjudice personnel, professionnel et moral.
Il fait alors son retour au LOSC en janvier 2013 dans la cellule de recrutement avant de partir, en août 2014, pour la Belgique au Royal Mouscron Péruwelz, club partenaire de Lille, pour un nouveau poste d'adjoint au côté de Rachid Chihab, l'entraîneur principal, qu'il a connu lorsqu'ils travaillaient au centre de formation lillois.
Sept ans plus tard, il retrouve son poste d'entraineur adjoint au LOSC en épaulant Hervé Renard. À la suite du licenciement de celui-ci le 11 novembre 2015, il prend en charge, par intérim, l'équipe première. Il dirige son premier match le 21 novembre lors d'un déplacement à Troyes (1-1). Le lendemain, il récupère sa place dans le staff et devient l'adjoint de Frédéric Antonetti, qui est choisi par Michel Seydoux pour prendre les commandes de l'équipe.
Faute de résultats, le coach corse est limogé le 22 novembre 2016, Patrick Collot vit alors sa deuxième expérience d'entraîneur principal par intérim. Le 14 février 2017, il est remplacé par Franck Passi et redevient entraîneur de l'équipe réserve.
En septembre 2018, il rejoint le FC Nantes en tant qu'adjoint de Vahid Halilhodžić. Malgré le départ de ce dernier le 2 août 2019, il reste au club et assure l'intérim avant l'arrivée d'un nouvel entraîneur. Le 8 décembre 2020, il se retrouve une deuxième fois entraîneur intérimaire après l'éviction de Christian Gourcuff. À la suite du limogeage de Raymond Domenech et de l'arrivée d'Antoine Kombouaré, il quitte le club en février 2021.

## Carrière
| Saison      | Club                | Pays   | Championnat | Championnat | Championnat | Championnat  | Championnat  | Europe | Europe | Europe |
| Saison      | Club                | Pays   | Division    | Matchs      | Buts        | Cartons      | Cartons      | Coupe  | Matchs | Buts   |
| ----------- | ------------------- | ------ | ----------- | ----------- | ----------- | ------------ | ------------ | ------ | ------ | ------ |
| Saison      | Club                | Pays   | Division    | Matchs      | Buts        | Carton jaune | Carton rouge | Coupe  | Matchs | Buts   |
| 1987 - 1988 | Sporting Toulon Var | France | Ligue 1     | 6           | 2           | ?            | ?            | /      | -      | -      |
| 1988 - 1989 | Sporting Toulon Var | France | Ligue 1     | 28          | 2           | ?            | ?            | /      | -      | -      |
| 1989 - 1990 | Sporting Toulon Var | France | Ligue 1     | 27          | 4           | ?            | ?            | /      | -      | -      |
| 1990 - 1991 | Avignon Football 84 | France | Ligue 2     | 30          | 7           | ?            | ?            | /      | -      | -      |
| 1991 - 1992 | Sporting Toulon Var | France | Ligue 1     | 1           | 0           | ?            | ?            | /      | -      | -      |
| 1992 - 1993 | Sporting Toulon Var | France | Ligue 1     | 26          | 5           | ?            | ?            | /      | -      | -      |
| 1993 - 1994 | FC Martigues        | France | Ligue 1     | 21          | 7           | ?            | ?            | /      | -      | -      |
| 1994 - 1995 | FC Martigues        | France | Ligue 1     | 28          | 1           | ?            | ?            | /      | -      | -      |
| 1995 - 1996 | Lille OSC           | France | Ligue 1     | 34          | 3           | ?            | ?            | /      | -      | -      |
| 1996 - 1997 | Lille OSC           | France | Ligue 1     | 29          | 4           | ?            | ?            | /      | -      | -      |
| 1997 - 1998 | Lille OSC           | France | Ligue 2     | 33          | 5           | ?            | ?            | /      | -      | -      |
| 1998 - 1999 | Lille OSC           | France | Ligue 2     | 31          | 0           | ?            | ?            | /      | -      | -      |
| 1999 - 2000 | Lille OSC           | France | Ligue 2     | 29          | 2           | ?            | ?            | /      | -      | -      |
| 2000 - 2001 | Lille OSC           | France | Ligue 1     | 15          | 3           | ?            | ?            | /      | -      | -      |
| 2001 - 2002 | Lille OSC           | France | Ligue 1     | 5           | 0           | ?            | ?            | C1+C3  | 2+1    | 0+0    |

## Repères
Premier match en D1 : Girondins de Bordeaux 3-0 Sporting Toulon Var, le 9 avril 1988

## Palmarès
- Champion de France de Ligue 2 en 2000